# WarioWare: Smooth Moves
WarioWare: Smooth Moves (Japans: おどる メイドインワリオ; Romaji: Odoru Made in Wario) is een computerspel dat werd ontwikkeld en uitgegeven door Nintendo. Het spel kwam in Europa op 12 januari 2007 uit voor de Wii. WarioWare: Smooth Moves is intussen al het vierde deel uit de WarioWare-reeks, voorlopers waren: WarioWare, Inc.: Minigame Mania, WarioWare, Inc.: Mega Party Game$ en WarioWare Touched! voor de Game Boy Advance, Nintendo GameCube en Nintendo DS. Het doel van het spel is om verschillende mini-games binnen de tijd te voltooien, waar je in dit deel gebruik zal maken van de Wii-mote. De spellen zullen ook steeds sneller gaan. Om enige verwarring te voorkomen zie je voor er een spel komt de houding die je moet aanhouden.

## Ontvangst
Het spel werd overwegend positief ontvangen:
| Beoordeeld door       | Jaar | Score |
| --------------------- | ---- | ----- |
| USA Today             | 2007 | 90%   |
| Armchair Empire, The  | 2007 | 85%   |
| Mygamer.com           | 2007 | 82%   |
| Gamer.nl              | 2007 | 80%   |
| GamePro (US)          | 2007 | 80%   |
| Jive Magazine         | 2007 | 80%   |
| TotalVideoGames (TVG) | 2007 | 80%   |
| Gaming Age            | 2007 | 75%   |
| CanardPC              | 2007 | 70%   |
| Netjak                | 2007 | 56%   |